# Gianmaria Coccoluto
Gianmaria Coccoluto (Terracina, 15 luglio 1993) è un surfista italiano campione italiano e sesto al mondo nella categoria kitesurf freestyle.

## Biografia
Gianmaria Coccoluto è nato e cresciuto a Terracina, in provincia di Latina. Inizia da giovanissimo a praticare la vela nelle classi Optimist e Laser. Si avvicina poi al kitesurf freestyle.
Nel settembre 2012, a 19 anni partecipa al suo primo campionato italiano a Frassanito, in provincia di Lecce, vincendolo.
Nel 2013 ai campionati italiani arriva quarto.
Nel 2014 torna a vincere il titolo italiano a Porto Botte, in Sardegna, così come nel 2015, quando ha partecipato anche a due prove del campionato del mondo in Marocco e Germania, in quest'ultima arrivando in finale. Ha inoltre esordito nel mondo del wakeboard, durante un evento in Sicilia, venendo sconfitto da Enrico Giordano nelle heat finali.
Il 20 ottobre 2016 conquista il quarto titolo di campione italiano (terza di fila), durante il Sardinia Grand Slam di kiteboard, tenutosi sulle acque di Porto Pollo.
Nel 2017 entra a far parte del team Duotone, partecipando a tutte le tappe dei campionati mondiali di kitesurf. Si conferma inoltre campione italiano per la quinta volta. 
Nel 2018 prende parte nuovamente ai campionati mondiali freestyle, iniziati in Turchia in settembre e conclusi al nono posto, mentre un mese prima conquista il sesto titolo nazionale. Nella seconda tappa dei Campionati del Mondo a Dakhla, in Marocco, Gianmaria vince le Qualifiers e si classifica al quinto posto nella categoria Elite Men. Nella terza e ultima tappa in Brasile arriva ottavo, concludendo i suoi campionati del mondo al sesto posto nella classifica generale. 

## Titoli vinti
| Torneo                          | 2012 | 2013 | 2014 | 2015 | 2016 | 2017 | 2018 |
| ------------------------------- | ---- | ---- | ---- | ---- | ---- | ---- | ---- |
| Campionato italiano di kitesurf | 1˚   |      | 1˚   | 1˚   | 1˚   | 1˚   | 1˚   |
| Campionato europeo di kitesurf  |      |      | 2˚   |      |      |      |      |
| Campionato mondiale di kitesurf |      |      |      |      |      |      |      |